# Jacques Peuchmaurd
Œuvres principales
- Le Soleil de Palicorna

Compléments
Instigateur de la Foire du livre de Brive-la-Gaillarde
Jacques Peuchmaurd, né le 3 mars 1923 à Clichy et mort le 21 octobre 2015 à Houdan, est un critique littéraire, un éditeur et un écrivain français, lauréat du prix des libraires en 1965.

## Biographie
Jacques Peuchmaurd fait des études d'histoire et de géographie à Paris. Pendant la Seconde Guerre mondiale, il s'engage comme journaliste en Allemagne pour le Bulletin des Français envoyés au nom du S.T.O. Il se trouve à Berlin au moment du bombardement de la ville par les Alliés, épisode dont il tirera un livre, La Nuit allemande (1967).
Après la guerre, Jacques Peuchmaurd est un temps critique pour la revue Arts. Il travaille également pour la radio, notamment auprès de Jean Tardieu à l'émission Club d'essai ou encore de Michel Polac au Masque et la Plume. Par la suite, il dirige le service de presse des éditions Julliard, avant d'être engagé aux éditions Robert Laffont, où il devient l'un des plus proches collaborateurs de Robert Laffont en tant que directeur littéraire.
Il est également le fondateur du groupe d'auteurs appelé l'« École de Brive » – à laquelle il consacre un ouvrage –, qu'il a dirigé pendant près de vingt-cinq ans, comprenant des auteurs comme Denis Tillinac, Michel Peyramaure, Christian Signol, Claude Michelet, Gilbert Bordes, Colette Laussac. À ce titre, il est considéré comme l'un des principaux instigateurs de la Foire du livre de Brive-la-Gaillarde,.
En tant qu'écrivain, il est l'auteur de plusieurs romans d'inspiration autobiographique, dont Le Soleil de Palicorna, pour lequel il reçoit le prix des libraires en 1965.
Il est le père du poète Pierre Peuchmaurd (1948-2009).

## Œuvre
- 1958 : Le Plein Été – Prix Cazes 1959
- 1965 : Le Soleil de Palicorna — Prix des libraires 1965
- 1967 : La Nuit allemande
- 1973 : Soleil cassé
- 1992 : Les Vieilles Blessures
- 1996 : L'École de Brive. Histoire familière et amicale (essai)